# تأثيل خاطئ
التأثيل الخاطئ (بالإنجليزية: false etymology أو etymythology)‏ هو اعتقاد خاطئ شائع حول أصل أو اشتقاق كلمة معينة. تشبه بعض من هذه التأثيلات الأساطير المدنية، وقد تحتوي على خيال أكثر من التأثيلات الموجودة في المعاجم، وتتضمن عادة قصصا عن ممارسات غير عادية في ثقافة فرعية معينة.

## وصلات خارجية
- Richard Lederer, Spook Etymology on the Internet
- Popular Fallacies – the Nonsense Nine